# Mycobacterium leprae
Mycobacterium leprae, 1873 durch den Norweger Gerhard Armauer Hansen entdeckt, ist der Erreger der Lepra („Aussatz“), an der in den Tropen immer noch über 200.000 Menschen jährlich erkranken. Das Genom dieser Bakterienart wurde im Jahre 2001 vollständig sequenziert.

## Merkmale
Das stäbchenförmige Bakterium, 1–5 μm lang, 0,2–0,8 μm dick, wächst in Makrophagen und Schwann-Zellen und bildet Geschwulste, die zur Gewebsauflösung im Gesicht und in den Extremitäten führen und die Nerven zerstören. Aufgrund eines hohen Lipid-Gehalts in der Zellwand ist es sehr widerstandsfähig gegenüber Umwelteinflüssen. Die Reduplikation erfolgt sehr langsam und benötigt zwischen zwei und drei Wochen. In Nährmedien ist das Bakterium nicht anzüchtbar. Mycobacterium leprae ist die einzige Spezies der Gattung Mycobacterium, die bislang weder in Nährmedien noch in Zellkulturen oder im Rahmen von Tierversuchen mit Meerschweinchen kultiviert werden konnte.

## Träger
Neben dem Menschen sowie immungeschwächten Ratten und Mäusen sind Gürteltiere eine der wenigen Säugetiergruppen, die das Bakterium der Leprakrankheit in sich tragen können. Das macht sie bei der Erforschung von Impfstoffen und neuen Antibiotikakombinationen schwer verzichtbar. Ein Zusammenhang zwischen der ungewöhnlich niedrigen Körpertemperatur und der Vermehrung der Mycobakterien im Gürteltier gilt als wahrscheinlich.
In Großbritannien wurde Mycobacterium leprae auch bei Eichhörnchen (Sciurus vulgaris) nachgewiesen, wo sie teilweise auch zu tödlichen Erkrankungen führten. Bei den nachgewiesenen Bakterien handelt es sich den Untersuchungen der Arbeitsgruppe zufolge wahrscheinlich um einen Stamm, der sich nach einer Epidemie unter Menschen bei den Eichhörnchen gehalten und entwickelt hat.

## Evolution und Systematik
Als nächster Verwandter von Mycobacterium leprae gilt Mycobacterium lepromatosis, der Erreger der Lepromatose, einer seltenen, der Lepra ähnelnden Erkrankung, die heute hauptsächlich bei Bewohnern Mittelamerikas vorkommt. Die Entschlüsselung des Genoms von Mycobacterium lepromatosis und ein Vergleich des Genoms mit der Nukleotidsequenz von Mycobacterium leprae wurde 2015 dahingehend interpretiert, dass beide einen gemeinsamen Vorfahren vor annähernd 13,9 Millionen Jahren besaßen.

„Da beide Krankheiten ähnliche Symptome verursachen, kann man davon ausgehen, dass auch die vor Millionen von Jahren lebenden Vorfahren der beiden Erreger bereits eine Lepra-ähnliche Krankheit verursachten“

Lepra gehört somit vermutlich zu den ältesten menschlichen Krankheiten überhaupt.  Innerhalb der Gattung Mycobacterium wird daher heute M. tuberculosis zusammen mit M. bovis (einschließlich des Lebendimpfstoffes M. bovis BCG), M. lepromatosis und M. caprae (früher M. bovis subsp. capra) dem „Mycobacterium tuberculosis-Komplex“ zugerechnet.

## Meldepflicht
In Deutschland ist der direkte oder indirekte Nachweis von Mycobacterium leprae namentlich meldepflichtig nach § 7 des Infektionsschutzgesetzes, soweit der Nachweis auf eine akute Infektion hinweist.